# Degollado
Degollado es una localidad del estado mexicano de Jalisco, cabecera del municipio homónimo.

## Toponimia
El nombre de la localidad y del municipio del que es cabecera recuerda al general José Santos Degollado. Fue impuesto en 1861 al establecerse el municipio, en reemplazo del anterior nombre San Ignacio de Morelos.

## Geografía
La ciudad de Degollado se encuentra aproximadamente en la ubicación 20°26′52″N 102°7′59″O / 20.44778, -102.13306, a una altura aproximada de 1800 m s. n. m. La zona urbana ocupa una superficie de 5.267km².
Pequeñas localidades adyacentes se han integrado a la ciudad a partir del año 2000. Esta conurbación incluyó en 2005 a Los Cuatro Vientos y en 2008 a El Tecolote (San Agustín).

## Demografía
Según los datos registrados en el censo de 2020, la población de Degollado es de 11 612 habitantes, lo que representa un crecimiento promedio de 0.21% anual en el período 2010-2020 sobre la base de los 11 376 habitantes registrados en el censo anterior. Al año 2020 la densidad poblacional era de 2205 hab/km².
| Gráfica de evolución demográfica de Degollado entre 2000 y 2020   |
|                                                                   |
| Fuente: Instituto Nacional de Estadística Geografía e Informática |

En 2020 el 47.5% de la población (5512 personas) eran hombres y el 52.5% (6100 personas) eran mujeres. El 61.7% de la población, (7160 personas), tenía edades comprendidas entre los 15 y los 64 años.
La población de Degollado está mayoritariamente alfabetizada, (3.58% de personas mayores de 15 años analfabetas, según relevamiento del año 2020), con un grado de escolaridad en torno a los 8 años. 

El 96.6% de los habitantes profesa la religión católica.
En el año 2010 estaba clasificada como una localidad de grado medio de vulnerabilidad social. Según el relevamiento realizado, 4866 personas de 15 años o más no habían completado la educación básica, —carencia conocida como rezago educativo—, y 6393 personas no disponían de acceso a la salud.